# Neurobasis australis
Neurobasis australis är en trollsländeart som beskrevs av Selys 1897. Neurobasis australis ingår i släktet Neurobasis och familjen jungfrusländor. Utöver nominatformen finns också underarten N. a. misoolensis.